# دستور إسبانيا 1812
الدستور الإسباني لعام 1812،  باسم لابيبا أو دستور كاديث، لقد صدر من قبل البرلمان الإسباني وتم تجميعه في مدينة قادس في 19 آذار 1812. كان له أهمية تاريخية كبيرة حيث أنه أول دستور إسباني. وأنه واحداً من أكثر الدساتير تحرراً وفاعلية في وقتها. وينبغي الذكر أنه أطلق الإسبانيين لقب «بيبا» على دستور عام 1812؛ وذلك بسبب اعتماده رسمياً في يوم عيد القديس يوسف الذي يصادف التاسع عشر من شهر مارس.
رسمياً، في فالنسيا في 4 مايو 1814، وبعد عودة فرناندو السابع إلى إسبانيا خلال حكم الثلاث سنوات الليبرالي (1823-1820). أعيد دستور 1837 في ظل الحكومة التقدمية والتي كانت لفترة وجيزة 1836- 1837. ومع ذلك كانت الحملة المؤيدة في ذلك الوقت جيدة وبرئاسة جوزيف الأول في إسبانيا ومن ناحية أخرى؛ قاموا بتشكيل معارضة ضد جوزيف الأول وباقي المناطق كانت مؤيدة للعرش الإسباني، بينما المواليين قد كانوا في حالة من الارتباك بسبب الفراغ في السلطة الناجم عن غزو نابليون.
ومن مميزات الدستور أنه قد جعل السيادة للدولة وليست للملك، وجعل النظام ملكي دستوري وتم الفصل بين السلطات. وقد نص الدستور على مبدأ السيادة الوطنية، والحد من صلاحيات الملك، وإنشاء نظام ملكي دستوري، والفصل بين السلطات، وسن مبادئ الاقتراع العمومي الذكري غير المباشر، وحقوق الملكية (إلغاء النظام الإقطاعي)، وحرية الصحافة والصناعة. وأيضاً عمل على دمج المواطنين الإسبانيين المولودين بالأراضي الأمريكية. وقد تم تأسيس بلد واحد مع مستعمراتها السابقة للولايات المتحدة الأمريكية. على العكس من ذلك، فإن النص يكّرس على أن إسبانيا دولة طائفية كاثوليكية والتي تحظرُ صراحةً اعتناق أي ديانة أخرى، ويبقى الملك (بنعمة من الله والدستور). وبالمثل، فإن الدستور لا ينص على الاعتراف بحقوق المرأة، ولا حتى جنسيتها. حتى كلمة «امرأة» لم تُذكر سوى مرة واحدة في نص الدستور. على الرغم من أنه كان هناك إتفاق كامل مع الغالبية العظمى من المجتمع الإسباني والأمريكي في ذلك الوقت. إلا أنه كان يعترف أن الدولة ذات طابعٍ ليبراليّ، وحماسها في الدفاع عن الحقوق الفردية، وتركيزها عموما على تجديد وتغيير المؤسسات التي عفا عليها الزمن من النظام القديم. وأيضاً فإنها تركز على جمع تدابير التجدد بروحٍ مثالية لتحسين وتطوير المجتمع.
هذا ولم يدخل دستور قادس بالكامل حيز التنفيذ؛ حيث أن جزءاً كبيراً من إسبانيا كان تحت الحكم الفرنسي، بينما كان الجزء الآخر في أيدي حكومات المجلس العسكري المؤقتة، والتي ركزت على مقاومة بونابرت بدلاً من الإنشاء الفوري لنظام دستوري. ولكن لم تعترف الكثير من أراضي ما وراء البحار بشرعية هذه الحكومات المؤقتة، مما أدى إلى حدوث فراغ في السُلطة، وإنشاء مجالس منفصلة في القارة الأمريكية.
ألغى فيرناندو السابع ملك إسبانيا دستور قادس مع جميع معالمه، بعد عودته إلى إسبانيا بستة أسابيع. لكن ما أن لَبِث حتى أُعيد خلال فترة حكم الثلاث سنوات الليبرالية (1823-1820)، وأُعيد مجدداً في الفترة ما بين (1837-1832)، تزامناً مع صياغة الحزب التقدمي لدستور عام 1837.
كانت مسألة وضع السكان الأصليين وسكان العرق المختلط من ممتلكات إسبانيا حول العالم، من أكثر المسائل المثيرة للجدل أثناء فترة صياغة الدستور. وقد تمثلت معظم محافظات ما وراء البحار، وخاصة أكثر المناطق اكتظاظا بالسكان. حيث تواجد نائبين لكلاً من دول إسبانيا الجديدة ودول ملكية بيرو، بالضبط كما فعلت أمريكا الوسطى (مملكة غواتي مالا)، والتي تضم: جزر الهند الغربية، فلوريدا الأسبانية، تشيلي الداخلية، بيرو العلوية والفلبين الأسبانية. وكان العدد الإجمالي للممثلين ثلاثمائة وثلاثة ممثل عن دولته، حيث أن سبعة وثلاثون منهم قد ولدوا في أراضي ما وراء البحار، بالرغم من أن العديد منهم كانوا موجودين بشكل مؤقت، حيث تم تبديلهم بنائبين آخرين مُنتَخبين من قبل اللاجئين في مدينة قادس: سبعة أشخاص منهم من مدن إسبانيا الجديدة، اثنان من أمريكا الوسطى، خمسة من بيرو، اثنان من تشيلي، ثلاثة من ملكية ريو دي لا بلاتا البديلة، ثلاثة من ملكية غرناطة الجديدة، ممثل واحد من فنزويلا، ممثل واحد من سانتو دومينغو، اثنان من كوبا، ممثل واحد من بورتوريكو، واثنان من الفلبين.
وعلى الرغم من أن معظم ممثلين دول ما وراء البحار كانوا من المولدون (سكان الأندلس الأصليين الذين اعتنقوا الإسلام، وأبناء الأمازيغ، والعرب من أمهات إسبانيات)، لكن أراد الغالبية منهم توسعة نطاق الاقتراع ليشمل جميع السكان الأصليين، وسكان العرق المختلط، والسود الأحرار من الإمبراطورية الإسبانية. الذي من شأنه هذا الاقتراع منح أراضي ما وراء البحار غالبية المقاعد في البرلمانات المستقبلية. ولكن قد حصد هذا الاقتراح على رفض غالبية الممثلين من شبه الجزيرة الإسبانية؛ لغايتها بتحديد وتقليص ثقل أو نفوذ الدول خارج شبه الجزيرة.

## وصلات داخلية
- الميثاق الملكي الإسباني 1834.
- تاريخ الديمقراطية في المكسيك.
- ميليشا وطنية (إسبانيا).